# Ковальова (Нижньосілезьке воєводство)
Ковальова (пол. Kowalowa, нім. Schmidtsdorf) — село в Польщі, у гміні Мерошув Валбжиського повіту Нижньосілезького воєводства.
Населення — 358 осіб (2011).

## Демографія
Демографічна структура станом на 31 березня 2011 року:
|          | Загалом | Допрацездатний вік | Працездатний вік | Постпрацездатний вік |
| -------- | ------- | ------------------ | ---------------- | -------------------- |
| Чоловіки | 175     | 29                 | 133              | 13                   |
| Жінки    | 183     | 33                 | 107              | 43                   |
| Разом    | 358     | 62                 | 240              | 56                   |